# T-64BM“布拉特”主战坦克
T-64BM“布拉特”主战坦克（又名T-64BM或BM“布拉特”，羅馬化：T-64BM "Bulat"）是乌克兰主战坦克，由厂商对前苏联T-64BV坦克进行现代化升级改造后诞生。其获得的现代化升级包括安装了利刃 (ERA)，以加强对车体和炮塔的保护，更换了动力更高的发动机，还包含许多其他方面的改进。

## 历史

### 立项
1999年，KhKBM开展了一些技术项目，以加强T-64B（T-64BV）和T-64B1（T-64BV1）坦克的安全性并现代化改造其火控系统，使其达到T-80UD（T-84）坦克的水平。KhKBM同时提出了该型坦克现代化的三种选择。1999年8月24日，在基辅市庆祝乌克兰独立八周年的阅兵式上展示了试验型的现代化坦克。
第一个现代化选项是在T-64BV和T-64BV1系列坦克上安装乌克兰开发的爆炸反应装甲。1999年8月24日，在哈尔科夫市第115坦克修理厂翻修后安装了爆炸反应装甲的6辆T-64BV1坦克在阅兵式上进行了展示。
第二个现代化选项（447AM2工程（羅馬化：Ob'yekt 447AM2），即T-64BM2）提供了安装爆炸反应装甲、制导武器9DO119反射、1A43瞄准系统和6EC43自动装弹机。1A43瞄准系统包括测距瞄准镜、带电子元件的1G46瞄准装置、射击授权装置和1B528-2坦克弹道计算器。1999年8月24日的阅兵式上还展示了KhZTM翻修的两辆现代化坦克。
第三个现代化选项——T-64U坦克，或T-64BM（447AM1工程（羅馬化：Ob'yekt 447AM1））包括在T-64BV坦克上安装爆炸反应装甲、9DO119反射制导武器和1A45“额尔齐斯”火控系统（与安装在T-80UD坦克（478B工程）和T-84（478DU2工程）上的类似），以及6EC43自动装弹机。1A45火控系统包括1A43、TO1-KO1瞄准具（L-4照明器未安装在T-64U坦克上）、PNK-4。PNK-4瞄准系统包括带有电子元件的TKN-4S“Agat”车长观察窗、PZU-7防空瞄准镜、ZPU 1EC29制导驱动器，使得车长可控制坦克的武器。T-64U坦克的试验型也在1999年8月24日基辅的阅兵式上进行了展示。
2005年夏天，KhZTM推出了T-64BM“布拉特”坦克（羅馬化：Ob'yekt 447AM1-1）。其现代化改造总体上与T-64U相似，但与之的不同是，车体前上部内置了爆炸反应装甲模块，该模块针对利刃 (ERA)进行了优化。同年，坦克正式投入使用。

## 坦克详情

### 火力

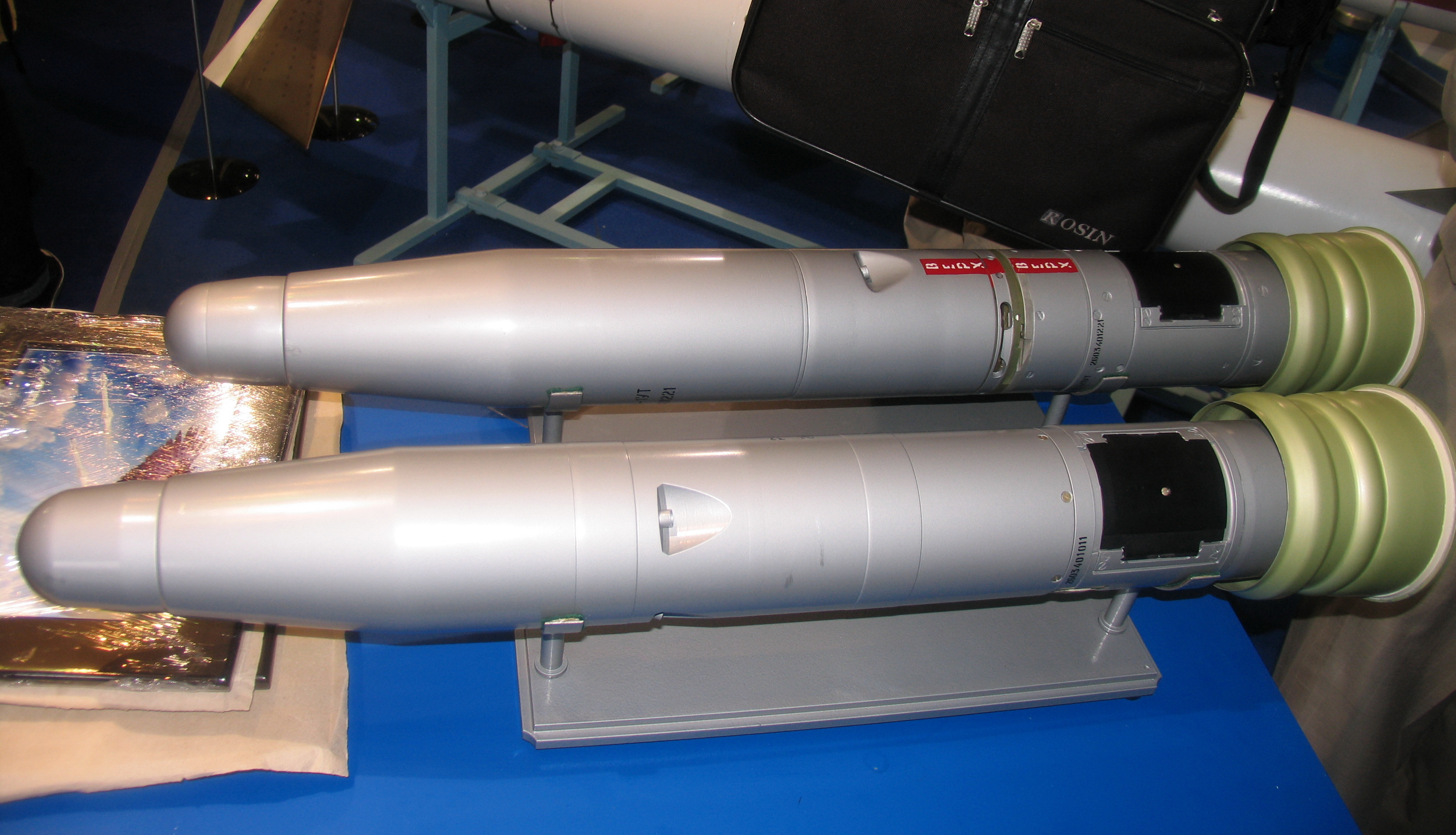
战斗ATGM

T-64BM“布拉特”坦克的主武器是一门125毫米KBA-3滑膛炮（或2A46M-1），48倍径。36发独立装药，使用小口径穿甲弹、聚能弹、高爆弹和制导导弹。28枚炮弹被放置在装弹机的传送带上，其余的则堆放于二层。该武器系统还包括乌克兰制造的TAKO-621坦克导弹系统，可使用“战斗”制导导弹打击装甲车、防御工事、直升机和其他距离在5000米以内的目标。
除主炮外，坦克还配备两挺机枪——一挺大口径KT-12.7遥控高射机枪和一挺KT-7.62步枪口径机枪。机枪弹药包括300发12.7毫米口径子弹和1250发7.62毫米口径子弹，分别配备50发和250发弹带。
现代化改造后，BM“布拉特”坦克的火控系统（FCS）超过了T-80UD坦克FCS的特性。通过安装以下设备、综合体和系统来确保战术和技术特性的提高：
- 炮手瞄准具1G46M
- 夜间炮手辅助系统TO1-KO1ER
- 坦克弹道计算器1B528-1
- 主炮2E42M的独立装置和稳定块
- 瞄准和观察装置PNK-4CR
- 高射机枪瞄准器PZU-7
- ZU 1EC29M控制系统
- 制导武器系统TAKO-621

由于使用了改进的火炮稳定器，平均垂直稳定误差为0.3毫拉德和水平0.4毫拉德，与T-64B、T-80U、T-90上使用的稳定器（平均误差为0.4-0.6毫拉德）相比，它提供了更高的精度。BM“布拉特”的炮塔可在不到5秒的时间内转动180度（炮塔相对于车体的旋转速度高达40度/秒，T-90S则为16-24度/秒）。
改进后的1G46M炮手瞄准具提供了更高的稳定精度和瞄准线偏差的自动补偿。弹道计算器1V528-1（TIUS-V）参照来自传感器的输入数据，提供瞄准角度和偏差的计算。
当使用TO1-KO1ER夜间炮手辅助系统时，由于视野稳定以及自动引入瞄准和警告角度，射击效率可提高一倍，准备射击的时间减少2-3倍。夜间“坦克”目标识别范围为1400米。
车长的PNK-4sr瞄准和观察系统稳定在垂直平面上，并确保在白天和夜间条件下都能用坦克炮和与之配对的机枪（12.7毫米高射机枪）进行射击。

### 防护
KhZTM在对坦克进行现代化改造的过程中特别注重保护的升级。新装甲基于利刃 (ERA)（微技公司制造）模块。除爆反外，还安装了被动装甲，使坦克对小口径穿甲弹和高爆反坦克武器的防护等级提高了一倍（对APDS为1.9倍，对HEAT为2.2倍）。这是装甲防护现代化过程中取得的创纪录数字（例如，在T-80B上安装Relikt (ERA)，防护能力分别提高了1.3倍和2.1倍）。
“利刃”为坦克或其他战车提供保护，使其免脱壳穿甲弹、高爆反坦克弹和爆炸成型穿甲弹药的伤害。
此外，与安装在T-72BA、T-90A、T-90S上的“接触-5”竞品不同，在核心撞击速度范围内，所有的现代防空系统（具有反导弹防御措施）均可启动“利刃”，非常可靠。使用现代“利刃”反坦克系统为“布拉特”提供的防护超过了使用过时的“接触-5”反坦克系统的新型T-90A坦克的防护。BM“布拉特”的炮塔和车体的重叠面积明显超过T-90A。在过去几年中，KHSCHKV设备已获得了现代化改造，以减轻重量和成本。

#### 动力
电机传动室安装了更大功率的动力装置，以增加机动性。新的动力装置是850马力的5TDFM发动机，这是5TDF发动机的改装型号，采取了增加功率的措施。安装5TDFM发动机需要更换新标准的空气过滤器并改进排气系统。制造商表示，总的来说，动力装置的现代化使得道路平均驶速提高了7公里/时，高速公路行驶里程（不包括额外的油箱）约380公里。为保护路面，坦克可换装橡胶涂层履带。

#### 底盘
“布拉特”的底盘与T-64BV相似。现代化改造后的坦克保留了T-64BV的软悬架，确保了乘员的舒适度和行进中的精确射击。

## 衍生型

### T-64BM2
T-64BM2“布拉特”是T-64BM2坦克（447AM2工程）的现代化型号。现代化改造后的T-64BM2坦克配备6TD-1发动机（动力单元与T-80UD和T-84“堡垒”统一）。
新发动机可显著提升坦克的机动性以及其他驾操特性。特别是对于这样一辆45吨的坦克，其比功率从18.9马力/吨增加到22.2马力/吨。对比下，如俄罗斯T-90A，该指标为21.5马力/吨。
此次现代化改造还包括T-64BV 2017型标准现代化改造中包含的要素：
- TPN-1 TPV炮手热成像瞄准镜
- 车长昼夜两用瞄准镜TKN-ZUM
- 卫星导航设备SN-4215
- 新的数字广播电台等

为了完成改造，哈尔科夫装甲厂扩大了坦克后部的尺寸。这项工作在乌克兰武装部队中央装甲部的领导下进行，坦克传动系统的组装由马雷舍夫工厂负责。
未来，DKR（羅馬化：TOVARYSTVO Z OBMEZHENOYU VIDPOVIDALʹNISTYU DKR）计划将T-64BM2改装的经验用于对代号为“蟹”（羅馬化：Krab，直译：「蟹」）的T-64B/B1和T-64BV/BV1坦克进行现代化改造。
在俄罗斯全面入侵之前，共有12辆坦克进行了现代化改造。一个由10辆坦克组成的连队被移交给第92 OMBr，其中4辆坦克参加了乌克兰独立30周年阅兵式。2022年2月初，另外两辆坦克抵达了KhBTZ。

## 同系坦克的特性比较
|                          | T-64BV                 | BM“布拉特”                    | T-64E                                        |
| ------------------------ | ---------------------- | ----------------------------- | -------------------------------------------- |
| 照片                     |                        |                               |                                              |
| 年                       | 1985                   | 2005                          | 2010                                         |
| 开发者                   | KhKBM                  | KhKBM                         | KhBTRZ                                       |
| 重量（吨）               | 42.4                   | 45.0                          | 42.7                                         |
| 成员                     | 3                      | 3                             | 3                                            |
| 火炮口径及型号           | 125mm 2A46M-1          | 125mm KBA-3                   | 125mm KBA-3                                  |
| 火控系统                 | 1A33-1“鄂毕”           | 1A45“额尔齐斯”                | 1A33-1“鄂毕”（现代化改造）                   |
| 瞄准测距仪               | 1G42                   | 1G46M                         | 1G42M                                        |
| 火炮稳定器               | 2E42                   | 2E42M                         | 2E42                                         |
| 制导武器                 | 眼镜蛇                 | 战斗ATGM                      | 战斗ATGM                                     |
| 载弹                     | 36                     | 36                            | 37                                           |
| 射速，发/分              | 6-8                    | 6-8                           | 6-8                                          |
| 副武器                   | 7.62mm PKT 12.7mm NSVT | 7.62mm KT-7.62 12.7mm KT-12.7 | 7.62mm KT-7.62 12.7mm KT-12.7 GSh-23L AGS-17 |
| 爆炸反应装甲             | “接触”                 | 利刃 (ERA)                    | 双刃 (ERA)                                   |
| 主动防护系统             | 无                     | 无                            | 护卫 (APS) 屏障 (APS)                        |
| 发动机                   | 5TDF（700hp）          | 5TDFM（850hp）                | 5TDFE（850hp）                               |
| 比功率，hp/t             | 16.5                   | 18.9                          | 19.9                                         |
| 最高速度，km/h           | 60                     | 60                            | 65                                           |
| 不带附油箱的续航里程，km | 500                    | 385                           | 500                                          |

## T-64BM“布拉特”坦克特性表
| 质量                   | 45吨                                                                            |
| 成员                   | 3                                                                               |
| 表面功率密度           | 18.9                                                                            |
| 地面承压               | 不大于0.98kgf/cm2                                                               |
| 工作温度范围           | −40…+55°C                                                                       |
| 最大仰角               | 30°                                                                             |
| 最大横倾角             | 25°                                                                             |
| 最大跨壕宽度           | 2.85m                                                                           |
| 最大跨障高度           | 0.8m                                                                            |
| 最大涉水深度（无准备） | 1.8m                                                                            |
| 最大涉水深度           | 5.0m                                                                            |
| 加农炮                 |                                                                                 |
| 名称                   | KBA-3或2A46M-1                                                                  |
| 类型                   | 滑膛炮                                                                          |
| 口径                   | 125mm                                                                           |
| 预置机枪               |                                                                                 |
| 名称                   | KT-7.62或PKT                                                                    |
| 口径                   | 7.62mm                                                                          |
| 高射机枪安装           |                                                                                 |
| 类型                   | 自主、封闭、稳定于垂直平面                                                      |
| 瞄准器                 | PZU-7                                                                           |
| 高射机枪               |                                                                                 |
| 名称                   | KT-12.7或NSVT-12.7                                                              |
| 口径                   | 12.7mm                                                                          |
| 发动机                 |                                                                                 |
| 类型                   | 二冲程多燃料支持、5缸柴油机，带燃气轮机增压、液冷、带水平对置气缸和反向移动活塞 |
| 型号                   | 5TDFM                                                                           |
| 功率                   | 850hp (1000hp——6TD-1)                                                           |
| 最大功率转速           | 2800                                                                            |
| 最大功率油耗           | >160 (158——6TD-1) g/hp.h（克/马力·小时）                                        |
| 发动机长度             | 1413mm                                                                          |
| 发动机宽度             | 955mm                                                                           |
| 发动机高度             | 581mm                                                                           |
| 发动机初始质量         | 1040kg                                                                          |
| 除尘系统               |                                                                                 |
| 类型                   | 两级，喷射除尘：第一级是带有惯性格栅的集尘仓，第二级是无卡式旋风空气净化器      |
| 空气净化器保养频率     | 400km                                                                           |
| 压缩机                 |                                                                                 |
| 类型                   | 活塞式三级两缸风冷                                                              |
| 型号                   | AK-150SV                                                                        |
| 工作压力               | 165kgf/cm2                                                                      |
| 风量                   | 2.4m3/g                                                                         |
| 变速器                 |                                                                                 |
| 类型                   | 行星式，带液压控制，抗摩损                                                      |
| 变速箱数量             | 2                                                                               |
| 前进档数               | 7                                                                               |
| 倒车档数               | 1                                                                               |

## 使用方
- 乌克兰—截至2011年底，乌克兰武装部队接收了76辆T-64BM“布拉特”坦克。2012年上半年，KhZTM对另外9台T-64进行现代化改造。截至2017年底，乌克兰军队拥有约100辆此类坦克。[1]

### 乌克兰
乌克兰武装部队于2005年8月接收了首批17辆T-64BM“布拉特”坦克，另外19辆于2006年接收。
2010年11月，又一批10辆坦克从工厂运抵。加上在洪恰里夫斯克旅服役的坦克，“布拉特”的总数为61辆。
大部分T-64BM“布拉特”都由驻扎在切尔尼戈夫州洪恰里夫斯克村的第1独立坦克旅使用。少量此型坦克也运抵陆军第169训练中心和酋长彼得·萨海达奇尼国家地面部队学院。
2017年5月，马雷舍夫工厂制造了50辆“布拉特”并将其移交给乌克兰军队。这些坦克参加了乌克兰东部的顿巴斯战争。工厂车间还有14辆坦克，计划为乌克兰军队进行修复和现代化改造。

## 战斗记录

### 俄罗斯-乌克兰战争

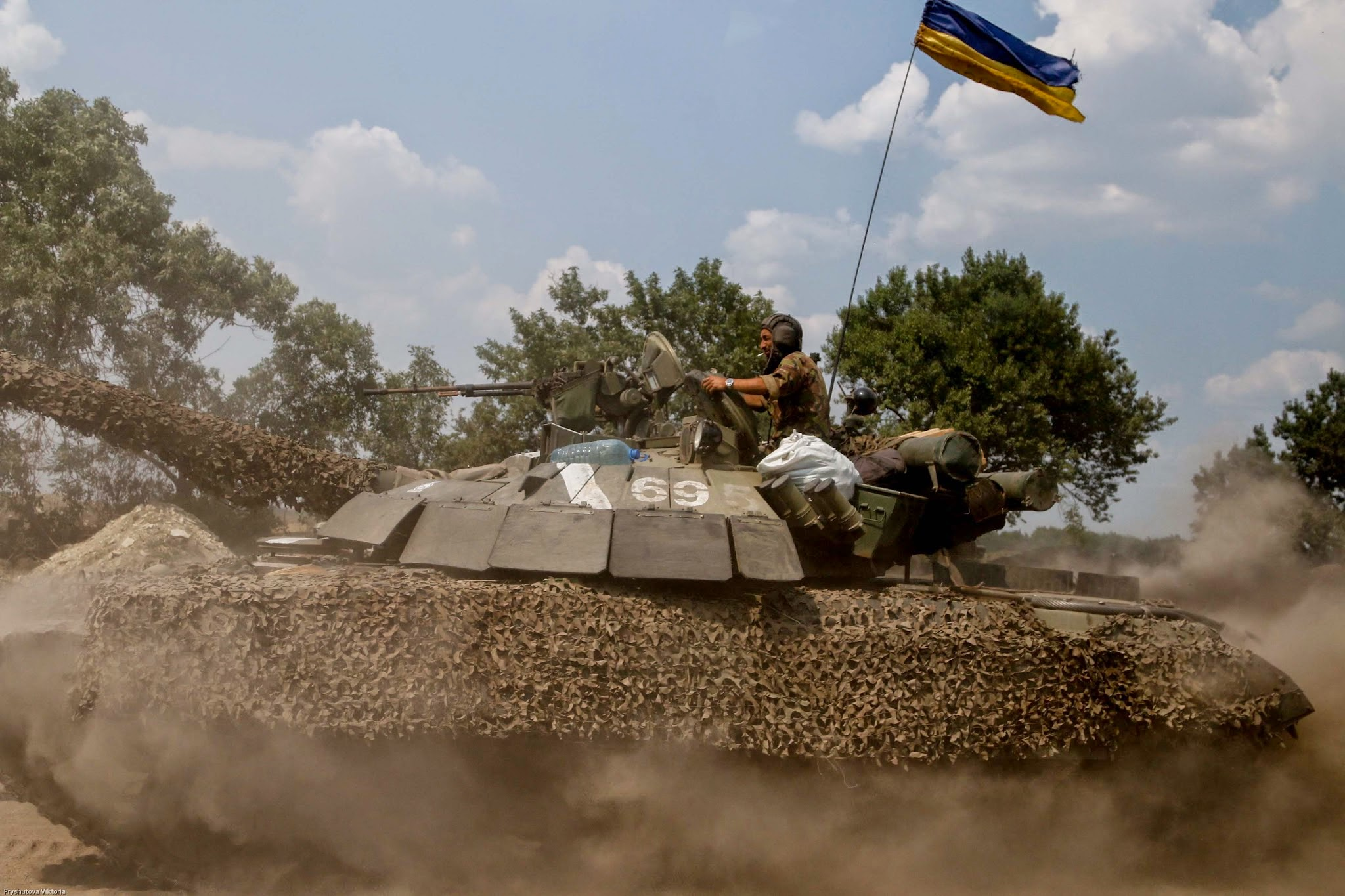
顿巴斯战争期间的BM“布拉特”

T-64BM“布拉特”参加了乌克兰东部的顿巴斯战争，隶属于第1坦克旅。
2015年2月12日，在洛格维诺夫附近的战斗中，三辆乌克兰T-64BM“布拉特”坦克摧毁了至少8辆俄罗斯T-72B坦克，而一辆T-64BM“布拉特”坦克尽管被敌人直接击中仍在继续战斗。
截至2017年，“布拉特”已在军事行动中穿越了最危险的地区，保卫了卢甘斯克机场，并遏制了俄军向马里乌波尔方向的前进。这些坦克顶住了敌人的打击，拯救了守军的生命。总的来说，三年多来，64辆“布拉特”在战场上证明了自己，显示出其是高质量和安全的装备。然而，它也暴露了一些弱点——有人指出，相对于其重量，坦克的发动机较弱。2017年，波罗申科当局宣布“布拉特”坦克将进入储备状态。
“布拉特”同样参加了俄罗斯全面入侵乌克兰的战争。特别是从俄罗斯武装部队手中解放赫尔松的战斗。2023年，一辆T-64BM“布拉特”主战坦克在战斗中承受了无人机的连续两次攻击，并幸存。
截至2024年9月16日，Oryx博客编辑发布的照片或视频证实乌克兰不可挽回地损失了22辆BM/BM2“布拉特”坦克（其中19辆被摧毁，3辆被俄罗斯武装部队俘获），还有一些被损坏。

## 评价

### 优势
T-64BM“布拉特”在战术和技术特性方面超越了最常见的主战坦克类型（T-72AV/B和T-80BV），并接近现代坦克如T-90A和BM堡垒。尽管“布拉特”采用的是对诞生于1966年的T-64的深度现代化，但它仍然具有发展前景：在发动机舱中，无需进行重大修改即可安装容量高达1000马力的6TD-1发动机，并且由于在坦克上安装了先进的主动防护系统、被动装甲和爆炸反应装甲，因此从根本上提升了坦克的安全性。然而，目前的首要任务很可能是改进火控系统，因为由于在当前处于使用状态的T-64BM上缺乏热成像和全景瞄准器，这不符合现代标准。
据Serhiy Zgurets介绍，在顿巴斯战争期间曾有过这样的例子，多达8枚火箭推进式手榴弹落入坦克的爆炸反应装甲“利刃”上，导致模块启动，装甲能够承受这样的火力。

### 劣势
“布拉特”的战斗表现暴露了它的弱点。尤里·托洛奇诺伊（烏克蘭語：Юрія Толочного）少将表示，相对于其重量而言，“布拉特”的发动机性能较弱。安装的5TDFM发动机功率为850马力，事实证明，对这辆坦克而言太弱了，“布拉特”的重量增加到了45吨。同时，这是一个增压发动机，进气和清洁系统却仍保持原样。其结果可能是，坦克因发动机故障而抛锚。

## 引文
1. 1 2  .   [2024-10-07]. （原始内容存档于2024-10-08） （乌克兰语）.
2. ↑  .   [2024-10-07]. （原始内容存档于2025-01-21） （乌克兰语）.
3. ↑  . （原始内容存档于2015-07-22） （乌克兰语）.//国有企业哈尔科夫发动机设计局的官方网站
4. 1 2  . armor.kiev.ua.   [2021-10-03]. （原始内容存档于2024-10-07） （乌克兰语）.
5. 1 2  . armor.kiev.ua.   [2021-10-03]. （原始内容存档于2015-05-01） （乌克兰语）.
6. ↑  . Militarnyi. 2021-04-21  [2022-07-08]. （原始内容存档于2024-11-13） （乌克兰语）.
7. ↑  . defence-ua.com.   [2022-07-08] （乌克兰语）.
8. ↑  . Militarnyi. 2022-02-11  [2022-07-08]. （原始内容存档于2024-11-16）.
9. ↑  . defence-ua.com. 2021-04-23  [2022-07-08]. （原始内容存档于2021-04-27） （乌克兰语）.
10. ↑  . YouControl.   [2024-10-07]. （原始内容存档于2024-10-07） （乌克兰语）.
11. ↑  .   [2024-10-07]. （原始内容存档于2020-11-03）.
12. ↑  .   [2013-03-23]. （原始内容存档于2017-09-17） （英语）.
13. ↑  .   [2024-10-07]. （原始内容存档于2020-11-04） （乌克兰语）.
14. ↑  . 邓白氏.   [2024-10-07]. （原始内容存档于2024-10-07） （英语）.
15. ↑  . YouControl.   [2024-10-07]. （原始内容存档于2024-10-08） （乌克兰语）.
16. ↑  . 2010-11-03  [2024-10-07]. （原始内容存档于2022-05-25） （乌克兰语）.
17. ↑  Mykhaylo Zhyrokhov. . Національний Промисловий Портал. 2018-01-30  [2022-02-01]. （原始内容存档于2022-05-24） （乌克兰语）.
18. 1 2  . 哈尔基夫. 2017-05-25  [2024-10-07]. （原始内容存档于2024-10-08） （乌克兰语）.
19. ↑  . www.depo.ua.   [2017-12-18]. （原始内容存档于2024-10-08）.
20. 1 2  . Ukrainian Military Pages. 2017-05-25  [2024-10-07]. （原始内容存档于2024-11-30） （乌克兰语）.
21. ↑  .   [2024-10-07]. （原始内容存档于2024-12-16） （俄语）.
22. 1 2  . Расследования.   [2017-12-18]. （原始内容存档于2024-12-03） （乌克兰语）.
23. ↑  .   [2017-12-18]. （原始内容存档于2025-01-06） （乌克兰语）.
24. ↑  .   [2017-12-18]. （原始内容存档于2025-01-21） （乌克兰语）.
25. ↑  . 防务快报. 2022-07-29  [2024-10-07]. （原始内容存档于2024-10-11） （乌克兰语）.
26. ↑  . Militarnyi. 2023-11-26  [2024-10-07]. （原始内容存档于2024-11-13） （乌克兰语）.
27. ↑  . Oryx Blog. 2022-02-24  [2024-09-16]. （原始内容存档于2022-05-10） （英语）.
28. 1 2  Serhiy Zgurets. . defence-ua.com. 2015-04-01  [2017-12-18]. （原始内容存档于2024-11-30） （乌克兰语）.
29. ↑  . opk.com.ua.   [2017-12-18]. （原始内容存档于2022-05-14） （俄语）.
30. ↑  . Військова панорама.   [2017-12-18]. （原始内容存档于2017-12-22）.